# Commando de Montfort
Le commando de Montfort est une unité des forces spéciales de l'armée française. C'est l'un des sept commandos marine de la Marine nationale française.
Le commando de Montfort est sous le commandement organique de l'amiral commandant la FORFUSCO. Il est spécialisé sous l'autorité du Commandement des opérations spéciales (COS) depuis 1992.
Jusqu'en 2001, le commando était spécialisé dans l'antiterrorisme terrestre et maritime, l'assaut en mer, la libération d'otages, l’extraction de ressortissants, la lutte contre les narcotrafiquants et la piraterie maritime.
Depuis lors, une réorganisation des commandos marine attribue une spécialité à chaque unité. « De Montfort » est choisi pour la reconnaissance et est spécialisé dans l'appui et la destruction à distance. Il est spécialisé dans le combat, le renseignement tactique ainsi que les actions d’environnement. Les membres de ce commando maîtrisent tous les modes d‘infiltrations (terrestre, nautique et aéronautique) et disposent d’éléments spécialisés dans l’observation et la neutralisation d’objectifs.
Dans ce cadre, il dispose de tireurs d’élite et de matériel lourd (mortiers, postes de tirs anti-chars…) ainsi que de moyens de désignation et d'éclairage pour conduite d'appui-feu aériens ou d'artillerie terrestre, qu'il peut mettre au profit des six autres commandos marine.
Les actions du commando de Montfort s'appliquent à des opérations dans un contexte hautement hostile et agissant avec un effectif réduit. Il participe à ce titre régulièrement aux missions de lutte contre le narcotrafic aux Antilles et en Méditerranée.
Sa devise est Potius mori quam feodari, « Plutôt la mort que la souillure ». L'écusson du commando est inspiré des armoiries de la famille de Montfort.
Depuis 1992, le commando a participé à toutes les opérations majeures conduites par le Commandement des opérations spéciales. Basé à Lorient, le commando de Montfort est spécifiquement formé, instruit et entraîné pour mener un éventail de missions particulières, allant des « opérations spéciales » dans le cadre d’un conflit classique à celles relevant de la guerre non conventionnelle. Depuis sa création, l’unité s’est forgé un prestigieux passé opérationnel et s’est illustrée sur de nombreux théâtres d’opérations, notamment en Extrême-Orient, en Afrique du Nord, au Liban et plus récemment, en Afghanistan.

## Histoire

### Formation du commando
Créé par décision ministérielle du 19 mai 1947, il fut constitué à partir de juin 1947 au centre Siroco (Cap Matifou - Algérie française) près d'Alger, sous le nom de « groupe de renfort », puis de « Commando no 5 ». Il prit le nom de commando de Montfort à la fin du stage de commando, en juillet 1947, le jour de la prise de commandement du lieutenant de vaisseau Pascalidis, tué au combat le 18 décembre de la même année.
Il est l'héritier direct du 1er bataillon de fusiliers marins commandos qui s'était constitué durant la Seconde Guerre mondiale en Grande-Bretagne,
Le commando était composé de 70 hommes, à majorité de fusiliers, mais aussi de canonniers, de torpilleurs, de matelots d'équipage et de sans spécialité, tous volontaires pour les opérations extérieures, et ayant bien entendu obtenu leur certification "commando" à l'issue du très exigeant stage commando, entièrement calqué sur celui des commandos anglais, comme l'avait défini Philippe Kieffer.
Après permissions, le commando rejoignit Toulon puis Marseille où il embarqua pour l'Indochine le 17 septembre 1947, à bord du porte-avions Dixmude.
Le 19 octobre, il arrivait à Saïgon. La première opération eut lieu, dès le 27 octobre 1947 dans la région de Cát Lái, et l'unité eut son premier blessé grave le 11 novembre 1947.
Le commando de Montfort porte le nom de l'enseigne de vaisseau Louis de Montfort, chef de la compagnie Jaubert, mortellement blessé le 27 novembre 1946 lors des combats de Haïphong, en Indochine française.

## Principales opérations

### Le commando jusqu'en 1954
Avec un équipage théorique de 72 hommes, et avec un effectif réel moyen de 60 hommes, il combat sur tous les théâtres d’opérations d’Extrême-Orient jusqu’à la fin de novembre 1954.
Il s’est particulièrement illustré :
- En 1948 - au Tonkin (région de Fhu-Ly)
- En 1949 - en Cochinchine
- sur le Mékong (île de Mocay)
- En 1950 - Sur la rivière de Saïgon
- Sur les côtes d’Annam
- Au Tonkin
- En 1951 - Dans le delta du Tonkin (bataille de Tien Yen Doug Binh)
- à Doug Tsien
- De mai à septembre 1952 au centre Viêt Nam (région de Hue et Kim Gao)[4].

### Dissolution du Commando de Montfort en 1954
Le commando est dissous le 1er décembre 1954, son personnel européen est affecté au commando Jaubert, le personnel autochtone au commando Ouragan.
Durant sa présence en Indochine le commando est cité 4 fois à l’ordre de l’Armée de Mer et reçoit la fourragère de la médaille militaire aux couleurs de la Croix de guerre T.O.E le 1er mars 1954. Son dernier commandant « Indochine » sera le Lieutenant de Vaisseau Daube. Trois officiers, un officier marinier, cinq quartiers-maîtres et marins du commando sont « morts pour la France » durant les opérations d’Indochine.

### Reconstitution du Commando en 1955
Reconstitué début 1955, le commando débarque en Afrique du Nord sous les ordres du Lieutenant de Vaisseau Demay. Son successeur le Lieutenant de Vaisseau Sulpis est tué au combat le 16 août 1959. Il combat alors surtout en Oranie dans le secteur de la demi-brigade de fusiliers marins puis dans les secteurs de Geryville, d’Alfou, d’Ain Sefra. Durant ses campagnes en Afrique du Nord, il inflige de lourdes pertes à l’ennemi.
Le 11 avril 1956, le commando de Montfort est envoyé à Sétif où doit être constituée une unité héliportée. Il participe dans ce secteur à deux opérations héliportées au cours desquels trois rebelles sont abattus et quatre fusils de chasse récupérés.
Il s’est illustré particulièrement :
- Le 5 août 1960 dans le djebel Goursifane.
- Durant sa dernière campagne du 6 février au 20 août 1961, durant les engagements du Djebel Beni-Smir (le 3 mars), du Djebel Haimoun (le 20 mars), et du Djebel Tennissane (le 25 avril).

Pendant la guerre d’Algérie, le commando de Montfort (Commandos Marine) a connu la plus meurtrière de ses opérations en zone saharienne à Ain Séfra le 17 août 1959 : 10 morts et 15 blessés.
Son dernier commandant en Algérie sera le Lieutenant de Vaisseau Cucherat. Deux officiers, quatre officiers mariniers, dix-huit quartiers-maîtres et marins du commando sont « morts pour la France » durant les opérations d’Algérie. De retour en France le commando rallie le C.A.M (Corps Amphibie de la Marine) sur le Dixmude à Saint-Mandrier. En 1963, il est intégré au Groupement de Commandos, prend le nom de 5e compagnie des fusiliers marins commandos, et devient commando dit « lourd » ou d’appui.

### Dissolution en 1967
Le commando est dissous à nouveau en octobre 1967. seule une section d’appui sera conservée et aura la garde du fanion du commando de Montfort. Le commando est recréé en 1969 à partir de la section d’appui et de la section de « protection du Groupement », les services du groupement lui sont adjoints (commando de Montfort, CCAS). En 1971 est créée la B.O.A (Base opérationnelle avancée). La compagnie porte le nom de Commando de Montfort B.O.A 

### Nouvelle reconstitution en 1972
En 1972, la B.O.A devient indépendante du commando. De Montfort est un commando d’appui à part entière.
De septembre à février 1984, le commando de Montfort participe à la mission de pacification de Beyrouth au sein de la Force Multinationale de Sécurité. En 1988, chaque escouade du commando se spécialise, le commando d’assaut prend la forme qu’il gardera jusqu’en 2001.

### Depuis 1992
Depuis, il a participé à toutes les opérations majeures conduites par les commandos marines: l’opération BALBUZARD en 1993, la mission AZALE du 3 au 9 octobre 1995 aux Comores, etc.
Le 10 juin 1992, Pierre Joxe, ministre de la Défense, signe un décret donnant naissance aux forces spéciales. En septembre 1993, l'état-major du commandement des opérations spéciales (COS) est déclaré opérationnel.
Des unités des trois armées sont identifiées. Elles seront employées par le COS pour les opérations ou dans le cadre de l'entraînement interarmées. S'agissant de la Marine Nationale, il est décidé de mettre à disposition du COS des commandos marine, dont le commando de Montfort, qui seront chargés d'interventions dans la profondeur sur des objectifs à haute valeur, ou en matière de lutte contre les organisations terroristes.
Le commando de Montfort a aussi été déployé en Afrique de l'Ouest et Centrale. À l'issue des exercices bilatéraux « ELEPHANT » (Côte d'Ivoire), « NANGBETO » (Bénin-Togo), le commando a été engagé après un passage au Gabon, au sein du COS dans le cadre de la planification de l'opération Pélican I et de l'opération Pélican II d'évacuation de ressortissants au Congo-Brazzaville avec le 1er RPIMa et le commando Hubert (1997).
Le commando de Montfort a également été engagé pour l’exécution de l'opération Espadon en Sierra Leone. Le 2 juin 1997, 20 hommes du commando de Montfort sont envoyés à Freetown pour évacuer près d'un millier de personnes de 21 nationalités différentes. Ces personnes seront rapatriées sur l’aviso Jean Moulin et la FS Germinal pour être débarquées à Conakry, en Guinée.
Il a aussi effectué une mission dans les TAAF (Terres Australes et Antarctiques Françaises) avec le commando de Penfentenyo (1997), la mission SFOR en Bosnie-Herzégovine avec le commando Hubert (1997).
Plus récemment, les hommes des commandos de Montfort et de Hubert se sont illustrés au sein de l'Extraction Force en Macédoine avec leurs camarades de la 1re compagnie de combat du 17e RGP.
Deux drames ont endeuillé le commando en 1996. Le quartier-maître Bodson a disparu en mer lors d'un exercice de nuit ainsi que le quartier-maître Burns lors d'un exercice à bord d'un VLRA.
En novembre 2001, son commandant, le lieutenant de vaisseau Henri Thiers, a disparu au cours d’une plongée dans le golfe de Tadjourah, à Djibouti. Une stèle a été dressée par les hommes du commando de Montfort sur l'îlot de la passe du Ghoubbet-el-Kharab au fond du golfe de Tadjourah, là où Henri Thiers a plongé pour la dernière fois.

## Création de la Voie de l'inconscient
Le parcours d'entraînement commando, « La voie de l'inconscient » ou encore la « piste d’audace » a été créée par le détachement du Commando de Montfort au mois de décembre de l'année 1976. Elle est située à Arta plage, à Djibouti, au Centre d'entraînement au combat et d'aguerrissement au désert (CECAD).
La voie est créée le 20 décembre 1976 par cinq commandos marine du commando de Montfort : l’ouvreur le maître Philippe Blatter, assisté de quatre équipeurs, les quartiers-maîtres Patrick Delezaive, Jean-Marie Jourdain, François-Yves Lorette et François-Alain Gourmelen.

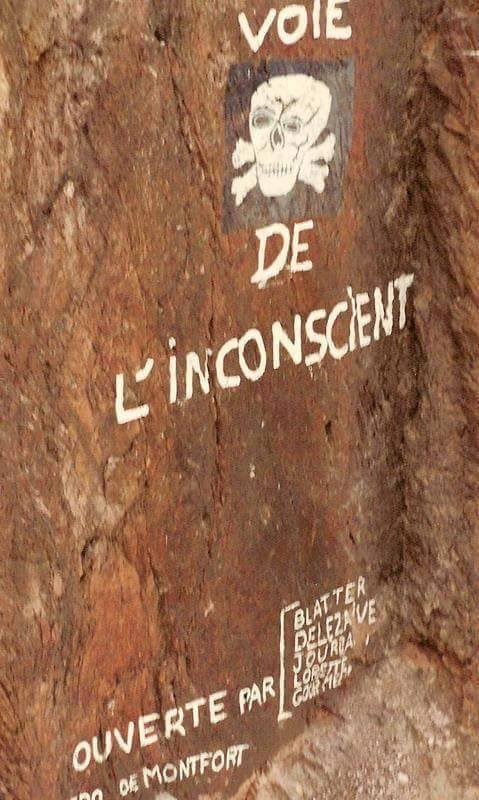
Les noms du commando de Montfort gravés en blancs sur la roche de la voie de l'inconscient.

Le maître Philippe Blatter a choisi ce nom voie de l'Inconscient, en raison de la friabilité de la roche et du manque de tenue des fixations métalliques sur la paroi.
Long de deux cent-soixante cinq mètres, le parcours comporte dix obstacles,.
Durant les premières années de sa création, le parcours était effectué par les commandos marine sans aucune protection. Depuis le début des années 2000, l'épreuve se réalise avec des sécurités ; elle a été reprise par la Légion étrangère comme composante du centre d'entraînement au combat d'Arta Plage, la voie est toujours utilisée et sa gestion est du ressort du 5e RIAOM au sein du CECAD.
Le 11 mars 2022, l'historien et ex commando marine Serge Kurschat, consacre un documentaire historique À la conquête de la voie de l'Inconscient réalisé au bord du lac de la Gruyère et au sommet du Moléson, en Suisse, en hommage à son fondateur, Philippe Blatter, pour ses origines suisses.
Le 16 juillet 2023, Serge Kurschat réussit à rétablir officiellement la vérité historique sur les véritables fondateurs de la voie de l'Inconscient, grâce à l'entregent du président fondateur de l'association du souvenir Amiral Pierre Ponchardier, qui négocie l'inauguration d'une plaque et d’une cérémonie officielle commémorant ainsi la création de la voie de l'inconscient. Cette cérémonie militaire est présidée par le général Laurent Boïté, chef des forces françaises à Djibouti (FFDJ), en présence de l'État-Major du 5e RIAOM et de l'État-major du commando de Montfort.

## Opérations notoires
De septembre à février 1984, participation du commando à la mission de pacification de Beyrouth au sein de la Force Multinationale de Sécurité.
- Évacuation de ressortissants occidentaux lors des troubles au Yémen (1994) ;
- Exercices militaires internationaux « Nangbeto »
- Opération Pélican I : Extraction du Personnel gouvernemental Zaïrois de Kinshasa depuis Brazzaville, à la suite de la rébellion menée par Désiré Kabila. Le Zaïre deviendra la République Démocratique du Congo après la prise du pouvoir par Kabila.
- Opération Pélican II : Extension de la mission Pélican à la suite du coup d'état survenu au Congo Brazzaville. Coup d'état étant survenu alors que le dispositif COS de Pélican était toujours sur zone, en République démocratique du Congo. Évacuation de plus 6 000 ressortissants africains et européens. C'est un record historique pour l'armée française.
- Opération Espadon Évacuation de 1 000 ressortissants en Sierra Leone (1997) par 20 hommes du Commando de Montfort.
- Participation du commando à la surveillance du trafic commercial dans l'océan Atlantique sur le RHM Malabar (1997).
- Mission dans les TAAF (Terres Australes et Antarctiques Françaises) avec le commando de Penfentenyo (1997) ;
- Participation à la traque des criminels de guerre dans le cadre de la SFOR en Bosnie-Herzégovine avec le commando Hubert (1997) ;
- Participation à la mission AZALE du 3 au 9 octobre 1995 aux Comores.
- Participation à la mission Iroko en 1999.
- Missions Ares de 2003 à 2006.

## Prix d'excellence
Du 11 au 23 octobre 2014, Djibouti a été le théâtre de la campagne internationale de tireurs d’élites longue distance (International Concentration for Advanced Sniping in Djibouti ou ICASD). Organisé par le Groupement de Forces Spéciales (GFS) avec le soutien des forces françaises stationnées à Djibouti (FFDj), cet événement, créé par les commandos marine il y a douze ans, est l’occasion pour des tireurs d’élite de tous horizons de confronter leurs performances.
La 1re place par équipes a été décernée au commando de Montfort, suivi des Navy Seals et du commando Hubert.

## Fanion
Le 24 mai 2012, son fanion est décoré de la croix de la Valeur militaire avec une palme. Il porte également la croix de guerre des théâtres d'opérations extérieurs avec 4 palmes et la fourragère aux couleurs du ruban de la médaille militaire. Le port de la fourragère à la couleur du ruban de la Légion d’honneur avec une olive aux couleurs du ruban de la médaille militaire-croix de guerre 1939-1945 et une olive aux couleurs du ruban de la croix de guerre TOE lui ont été attribuées.